# Renzo Segala
Renzo Segàla (1905 – 1961) è stato un giornalista italiano.

## Biografia
Laureato in giurisprudenza, Segàla esordisce al Corriere della Sera dove entra come redattore di politica estera negli stessi anni di Dino Buzzati con il quale rimarrà in rapporti di amicizia per tutta la vita. Nel 1936-1937, insieme a Guido Piovene e Luigi Barzini senior, viene inviato come corrispondente di guerra in Spagna.
Allo scoppio della seconda guerra mondiale, è nominato capo della redazione Esteri del Corriere a Berlino, dove resta ininterrottamente dal 1940 al 1943. In occasione dell'invasione tedesca della Russia, Segàla firma il principale articolo di apertura della prima pagina del Corriere, giustificando deliberatamente l'attacco hitleriano, con toni antisemiti: definisce l'operazione una "vendetta" dell'uccisione della famiglia Romanov, perpetrata nel 1918 da "tre ebrei" (riferimento a Jakov Sverdlov, Jakov Jurovskij e Filipp Gološčëkin), e si augura il pieno successo dell'operazione, addirittura "facendo sue" le parole del comunicato del comando tedesco, che riferiva in termini entusiastici dell'invasione. 
Nel dopoguerra diventa direttore del quotidiano Il Tempo di Milano, poi passa alla direzione di "Grazia" e, dal 1953 al 1955, a quella di "Epoca". Nominato capo ufficio stampa della Confindustria, si trasferisce a Roma, dove muore improvvisamente nel 1961 a soli 56 anni. Di lui restano, oltre ai numerosi articoli, due libri: Trincee di Spagna (fratelli Treves Editori, 1938) e Collegio sul Po (Garzanti, 1939).La fine della Wilhelmstrasse, dove Renzo Segàla racconta, attraverso testimonianze di prima mano, la tragica, appassionante fine della Germania nazista, rimarrà sulla sua scrivania, ancora in bozze. 
Emilio Radius, suo collega al Corriere della Sera, così lo ricorda in 50 anni di giornalismo (Guido Miano, 1969): "Ex bersagliere, bell'uomo saldo e franco, aveva fatto studi seri più che brillanti... Era un uomo liscio, di quelli che formano il tessuto connettivo della professione nelle sue parti più resistenti. Il nerbo dei giornalisti è sempre stato fatto della stoffa di Renzo Segàla".